# Dwa księżyce (film)
Dwa księżyce – polski film fabularny z roku 1993 w reżyserii Andrzeja Barańskiego według zbioru opowiadań Marii Kuncewiczowej pod tym samym tytułem.

## O filmie
Nostalgiczny, poetycko-malarski obraz miasteczka nad Wisłą (Kazimierz Dolny) w latach 30., złożony z 17 epizodów, w których łącznie wystąpiło 107 aktorów (w tym 40 w rolach istotnych). Ponad dwugodzinna wielowątkowa panorama dwóch światów okresu międzywojennego: inteligenckich przybyszów-letników, spędzających swobodnie czas i prowadzących nieskrępowane życie towarzyskie, oraz niezamożnych miejscowych – zajętych niewdzięczną pracą codzienną i trapionych powszednimi troskami. Tym dwu społecznościom, żyjącym osobno, choć tuż obok siebie, przyświecają w letnie noce dwa różne księżyce, zaznaczając i w ten sposób dzielącą ich przestrzeń.
Nastrojowość tego obyczajowego fresku podkreśla kojąca muzyka Henryka Kuźniaka, z powracającym falowo motywem oddzielającym poszczególne części.

## Obsada ról(w kolejności występowania)
- Krzysztof Kolberger − pisarz Jerzy
- Maria Gładkowska – Krystyna, jego żona
- Bożena Adamek – Ludwisiowa
- Edward Kusztal – Ludwiś, jej mąż
- Stanisława Celińska – piekarzowa
- Krystyna Feldman – żebraczka Agata
- Joanna Szczepkowska – Flora
- Leszek Teleszyński – jej przyjaciel
- Ewa Konstancja Bułhak – Kasia, służąca Flory
- Artur Barciś – ślepy Michał
- Bogusław Sochnacki – ojciec Michała
- Mariola Kukuła – świniarka Zośka
- Jerzy Bończak – bagażowy Moszek Ruchlinger
- Krystyna Tkacz – jego żona Sara Ruchlinger
- Bogdan Baer – burmistrz Niedzielski
- Ryszard Kotys – policjant Kubik
- Halina Wyrodek – Kubikowa
- Anna Majcher – śpiewaczka Marta-"Sylwia"
- Grażyna Trela – malarka Mena
- Agnieszka Suchora – graficzka Iza
- Witold Skaruch – komornik
- Jan Frycz − malarz Jeremi
- Karl Tessler – malarz Szymon Goldman
- Beata Tyszkiewicz – ministrowa
- Henryk Bista – kupiec Mistig
- Małgorzata Drozd – Karolina, służąca ministrowej
- Jerzy Cnota – Żyd Zośka
- Anna Polony – panna Walentyna, mistrzyni-krawcowa
- Iwona Katarzyna Pawlak – pani Rośnicka
- Artur Kocięcki – Rośnicki
- Magdalena Komornicka – aktorka Madzia
- Cezary Pazura – malarz Paweł, siostrzeniec Walentyny
- Dorota Pomykała – poetka Klara, siostra Marty
- Zofia Merle – Franciszkowa, praczka
- Paweł Nowisz – Franciszek
- Piotr Wawer jr. – ich syn Janek
- Marek Walczewski – mecenas
- Małgorzata Sadowska – Stefania, jego kochanka
- Franciszek Pieczka – Żyd Szulim
- Bożena Dykiel – Malwina
- Jerzy Kamas – Bohdan, jej brat
- Roman Kłosowski – dozorca Wojtalik
- Katarzyna Łaniewska – Wojtalikowa
- Jan Tadeusz Stanisławski – aptekarz
- Marek Kępiński – ksiądz

## Nagrody
- 1993 – Małgorzata Ajzelt Festiwal Polskich Filmów Fabularnych w Gdyni – nagroda za kostiumy
- 1993 – Barbara Śródka-Makówka Festiwal Polskich Filmów Fabularnych w Gdyni – nagroda za kostiumy
- 1993 – Andrzej Barański nagroda Klubu Krytyki Filmowej Stowarzyszenia Dziennikarzy Polskich "Syrenka Warszawska"
- 1994 – Andrzej Barański nagroda Koła Piśmiennictwa Stowarzyszenia Filmowców Polskich "Złota Taśma"